# Токіле-Редукань
Токіле-Редукань (рум. Tochile-Răducaniă) — село в Леовському районі Молдови.